# 美馬市消防本部
美馬市消防本部（みまししょうぼうほんぶ）は、徳島県美馬市の消防部局（消防本部）。

## 管内の現況
- 管内の人口 - 21,921人

2019年（平成31年）1月1日現在
- 管内の世帯数 - 9,592世帯

2019年（平成31年）1月1日現在
- 管内の世帯数 - 320.73km2

2018年（平成30年）10月1日現在

## 沿革
- 1971年（昭和46年）4月1日 - 美馬東部消防組合消防本部・消防署が発足する[2]。
- 2005年（平成17年）3月1日 - 美馬市誕生に伴い、美馬市消防本部が発足する[2]。
- 2014年（平成26年）10月1日 - 美馬地区消防指令センターの運用を開始する[2]。

## 組織
【出典】
- 消防長（消防司令長）
  - 消防次長（消防司令）
    - 総務課
    - 通信指令課
    - 予防課
    - 警防課
    - 救急救助課
    - 美馬市消防署 - 第一小隊、第二小隊、第三小隊
      - 木屋平出張所 - 第一小隊木屋平分隊、第二小隊木屋平分隊、第三小隊木屋平分隊

## 消防署等
消防署
| 消防署       | 郵便番号   | 所在地                       | 出張所       |
| ------------ | ---------- | ---------------------------- | ------------ |
| 美馬市消防署 | 〒779-3601 | 徳島県美馬市脇町字拝原1742-1 | 木屋平出張所 |

出張所
| 出張所       | 郵便番号   | 所在地                      |
| ------------ | ---------- | --------------------------- |
| 木屋平出張所 | 〒777-0302 | 徳島県美馬市木屋平字川井224 |

## 配置車両
| 配置車両         | 配置台数 |
| ---------------- | -------- |
| 消防ポンプ自動車 | 4        |
| 救急車           | 4        |
| 指令車           | 2        |
| 救助工作車       | 1        |
| その他車両       | 3        |

2018年（平成30年）4月1日現在